# Адописная икона
Адопи́сная ико́на — название легендарных икон, под красочным слоем, левкасом или окладом которых были помещены изображения дьявола (чёрта). Также к образу святого могли быть пририсованы рога, скрытые красочным слоем. При этом изображения дьявола и чертей присутствуют на канонических православных иконах при изображении сцен ада, Страшного суда и других апокалиптических эпизодов, а также различных чудес.
Впервые термин «адописанный» встречается в «Прологе» за 13 ноября применительно к хоругвям еретиков-савелианитов. «Полный церковнославянский словарь» Григория Дьяченко даёт этому слову следующее объяснение — «написанный во аде, в подземном мучилище». Однако словосочетание «адописные иконы» известно в основном в старообрядческой среде, но не отражено в каком-либо языковом словаре.

## История
Впервые о подобной иконе сообщает житие Василия Блаженного (XVI век): святой на глазах изумлённой толпы богомольцев кинул камень в образ Богородицы на Варварских воротах, который почитался чудотворным, а затем показал всем, что под краской было скрыто изображение чёрта. Б. А. Успенский видит в этом народное «представление о непременной связи записанного изображения и нового, его покрывающего, — то есть о влиянии первого на второе».
Написание адописных икон на Руси было разновидностью чёрной магии. Этнографические описания сообщают: «некоторые богомазы на загрунтованной доске пишут сперва изображение дьявола, и когда это изображение высохнет, снова загрунтовывают и уже на этом втором грунте изображают угодника». В результате этого молящийся перед такой иконой обращается не к Богу, а к сатане, и молитва приобретает обратный эффект.
Сообщения об адописных иконах появляются в газетных публикациях и литературе второй половины XIX века. В них сообщается только о поздних иконах «дешёвого и неискусного письма». Увлекшийся иконописью писатель Н. С. Лесков включает упоминание об адописной иконе в свою повесть «Запечатленный ангел» (1872 год), а в 1873 году публикует небольшую статью «Об адописных иконах». Несмотря на эти исследования XIX века, в XX веке Н. И. Толстым были высказаны сомнения в реальном существовании адописных икон, которые разделяют современные искусствоведы, по причине отсутствия материальных свидетельств.

## Причины появления
Появление адописных икон объясняют следующими причинами:
- «игра» в нераспознание «антихристовой прелести»;
- деятельность староверов, направленная на очернение икон «фряжского» письма с целью отучить от них народ;
- мошенничество иконоторговцев-офеней. Подобная история описана Н. С. Лесковым:

Сказать страшно, что они со мною сделали! Один мне икону променял за сорок рублей и ушел, а другой говорит:

«Ты гляди, человече, этой иконе не покланяйся».

Я говорю:

«Почему?»

А он отвечает:

«Потому что она адописная», — да с этим колупнул ногтем, а с уголка слой письма так и отскочил, и под ним на грунту чертик с хвостом нарисован! Он в другом месте сковырнул письмо, а там под низом опять чертик.

«Господи! — заплакал я, — да что же это такое?»

«А то, — говорит, — что ты не ему, а мне закажи».

И увидал уже я тут ясно, что они одна шайка и норовят со мною нехорошо поступить, не по чести, и, покинув им икону, ушел от них с полными слез глазами…
— Лесков Н. С. «Запечатленный ангел»
- провокация «жидовствующих»[8].

## Параллели
Отмечается структурное сходство между слухами об адописных иконах и массовым поиском антисоветской символики на изображениях и предметах быта в 1930-е годы. Оно состоит в «вычитывании несуществующего знака и поиске вредителя, который стоит за его размещением» (гиперсемиотизации). В то же время адописная икона «переадресует молитву, направляя её иному, вредоносному субъекту», а контрреволюционный символ на коробке спичек делает его носителем любого, кто сможет его разглядеть.